# Сомоса, Леандро
Леа́ндро Даниэ́ль Сомо́са (исп. Leandro Daniel Somoza; род. 26 января 1981, Буэнос-Айрес) — аргентинский футболист, выступавший на позиции полузащитника; тренер.

## Клубная карьера
Сомоса начал свою профессиональную карьеру в «Велес Сарсфилде» в 2001 году. Он играл за клуб пять лет и был ключевым игроком в составе команды, выигравшей Клаусуру 2005.
В 2006 году Сомоса заключил контракт на пять лет с испанским клубом «Вильярреал». В «Вильярреале» он присоединился к своим соотечественникам Хуану Роману Рикельме, Гонсало Родригесу, Родольфо Арруабаррене, Фабрисио Фуэнтесу и Мариано Барбосе. Однако он провёл в «Вильярреале» только один сезон, перейдя в августе 2007 года в «Реал Бетис» на правах аренды. Аргентинский полузащитник был представлен журналистам 14 августа и дебютировал в команде в товарищеском против «Реал Сарагосы» два дня спустя. Его дебют в официальных матчах состоялся 26 августа в матче против «Рекреативо».
После своего второго сезона в Испании Сомоса вернулся в Аргентину в свой первый клуб «Велес Сарсфилд» а 2008 году. Во время Клаусуры 2009 он был в составе команды, выигравшей чемпионат Аргентины, но не принял участия ни в одной игре из-за травмы, которую он получил в конце предыдущего турнира.
Сомоса забил первый раз после травмы в матче против «Лануса», завершившемся ничьей 1:1, в девятом туре Апертуры 2009.
14 января 2011 года Сомоса подписал контракт с «Бока Хуниорс».
В 2015—2016 годах вновь выступал за «Велес».

## Международная карьера
Сомоса дебютировал в национальной сборной при тогдашнем тренере Альфио Басиле в товарищеском матче против сборной Бразилии на стадионе «Эмирейтс» в Лондоне в 2006 году. Два года спустя, играя за «Велес Сарсфилд», он снова был вызван Басиле на матч против сборной Чили, однако остался на скамейке запасных.

## Достижения
- Чемпион Аргентины (3): Клаусура 2005, Клаусура 2009, Апертура 2011
- Обладатель Кубка Аргентины (1): 2011/12
- Вице-чемпион Испании (1): 2008/09
- Финалист Кубка Либертадорес (1): 2012
- Обладатель Южноамериканского кубка (1): 2013